# Barranc dels Horts (Castissent)
El Barranc dels Horts, és un dels barrancs del territori de Castissent, dins de l'antic terme de Fígols de Tremp, actualment inclòs en el terme municipal de Tremp, al Pallars Jussà.
Es forma a 791 m. alt., al vessant del nord-oest del Morral del Bou. Des d'aquest lloc davalla cap a ponent, lleugerament decantant-se cap al sud, fins a abocar-se en la Noguera Ribagorçana quasi 300 metres al nord-oest del mas de l'Agustina.